# نشان پرچم سرخ
درجه پرچم سرخ (روسی: Орден Крaсного Знамени) اولین نشان نظامی شوروی بود.